# Ideal (periódico)
Ideal es un periódico diario español editado e impreso en Granada. 
Forma parte del grupo Vocento. Fundado en 1932 por la Editorial Católica, desde entonces ha tenido una dilatada historia. Publicación circunscrita a Andalucía Oriental, el Ideal es distribuido por las provincias de Granada, Almería y Jaén, en las cuales cuenta con ediciones locales. En la actualidad constituye el diario de pago más leído en dichas provincias y uno de los principales diarios de Andalucía, alcanzando en 2010 unos 164.000 lectores diarios según el Estudio general de medios (EGM).

## Historia
Tuvo en sus orígenes en el diario católico y conservador La Gaceta del Sur, que había desaparecido en 1931. La jerarquía católica granadina decdió lanzar un nuevo periódico, contando con la colaboración de periodistas como Ángel Herrera Oria y de Pedro Gómez Aparicio. El diario salió a las calles por primera vez el 8 de mayo de 1932. Era editado por la Editorial Católica. En estos primeros años de existencia fue un diario claramente confesional y conservador, y su principal rival periodístico era el liberal El Defensor de Granada. En el contexto de la década de 1930, el Ideal era el diario de mejor manufactura en Granada, y pronto superó a otras cabeceras. En esta época destacó en sus páginas Ramón Ruiz Alonso, tipógrafo del diario. Durante los años de la Segunda República la publicación, que llegó a alcanzar una tirada de 9000 ejemplares, apoyó a la coalición CEDA.
El 10 de marzo de 1936 un grupo de exaltados prendió fuego a la sede del Ideal, cuya máquina fue destrozada y el local reducido hasta los cimientos. Como consecuencia, el diario no circuló durante algunos meses. A comienzos de julio volvió a circular por Granada, poco antes del estallido de la guerra civil española.
Tras el final de la contienda, el Ideal fue de los pocos diarios granadinos que sobrevivió a la legislación franquista y pudo seguir publicándose. Durante estos años su rival en Granada fue el diario falangista Patria, órgano provincial de FET y de las JONS, publicación que sin embargo nunca fue exitosa entre el público. Con el tiempo el Ideal estableció varias delegaciones fuera de Granada, como fue el caso de las provincias de Almería y Jaén, y se consolidó como uno de los principales diarios de Andalucía Oriental. Además de Almería y Jaén, Ideal también llegó a establecer una edición especial para la provincia de Málaga, pero esta no llegaría a consolidarse y terminó fracasando. En la década de 1960 su difusión logró superar los 20.000 ejemplares, y para 1975 se había convertido en el segundo diario con mayor tirada de Andalucía, solo por detrás de la edición sevillana de ABC. A pesar de lo ocurrido con otros diarios de Editorial Católica, Ideal logró mantener su influencia tras el final de la Dictadura franquista.
En la etapa franquista destacaron en la dirección del diario Aquilino Morcillo y Santiago Lozano García —este último al frente de Ideal entre 1952 y 1971—.
Coincidiendo con los años de la Transición, bajo la dirección de Melchor Saiz-Pardo el Ideal sufrió una transformación informativa y técnica. Durante la década de 1980 continuó siendo el diario hegemónico de Granada y Andalucía Oriental, a pesar de la aparición de nuevas publicaciones en Granada. En 1988 el grupo Editorial Católica vendió parte de sus cabeceras —Hoy, Ideal y La Verdad—, lo que llevó a que el Ideal pasase a ser controlado mayoritariamente por el Grupo Correo (actualmente denominado «Vocento»). Ello marcó una nueva etapa en la historia del diario, que trajo una modernización de sus instalaciones y su diseño técnico.
Para el periodo 2004-2005 el periódico tuvo una difusión media de 34.403 ejemplares. En 2009 la segunda oleada del Estudio general de medios (EGM) colocó al diario Ideal como el segundo periódico de Andalucía, con una audiencia 156.000 lectores —por detrás del diario Sur de Málaga y por delante del ABC de Sevilla—.

## Suplementos
Los domingos, al igual que muchos otros periódicos del Grupo Vocento, Ideal distribuye el suplemento XLSemanal. Se trata de una revista generalista, con reportajes y colaboraciones de escritores como Arturo Pérez-Reverte y Juan Manuel de Prada. 

## Directores
El diario ha sido dirigido desde su fundación por los siguientes periodistas:
| Nombre                     | Duración        | Notas                    |
| -------------------------- | --------------- | ------------------------ |
| Pedro Gómez Aparicio       | 1932-1934       | Fundación del periódico. |
| Fernando de Eguía Martínez | 1934-1936       |                          |
| Ernesto la Orden Miracle   | 1936            |                          |
| Santiago Lozano García     | 1936-1938       | Guerra civil             |
| Aquilino Morcillo Herrera  | 1938-1952       |                          |
| Santiago Lozano García     | 1952-1971       |                          |
| Melchor Saiz-Pardo Rubio   | 1971-2002       | Adquisición por Vocento. |
| Eduardo Peralta de Ana     | 2002-2024       |                          |
| Quico Chirino              | 2024-actualidad |                          |